# Aloisius Scrosoppi

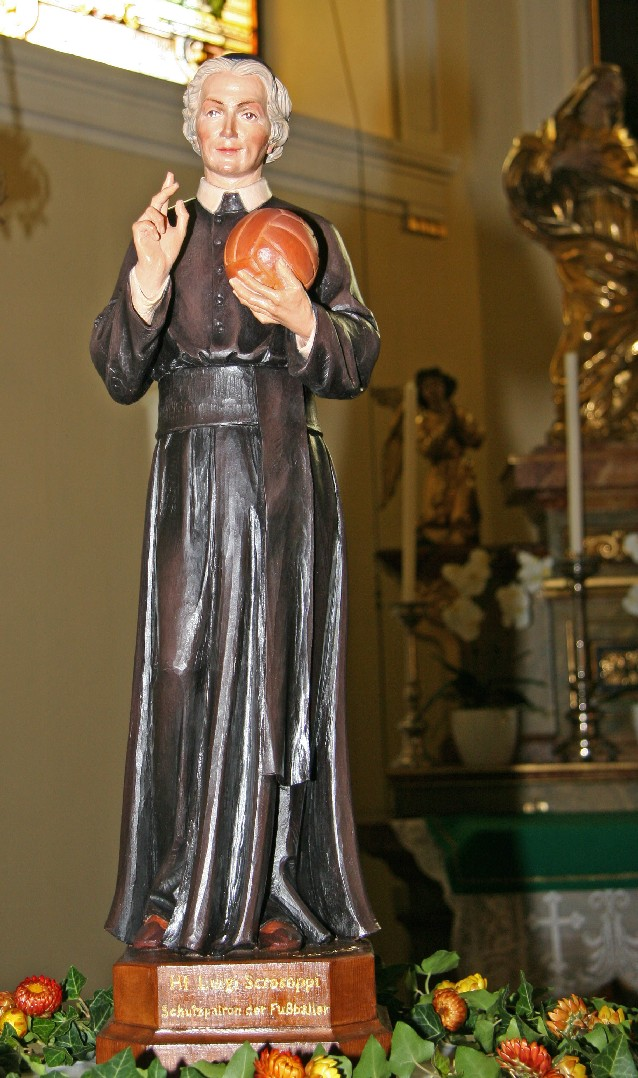
Statue des Heiligen bei der Segnungszeremonie vom 22. August 2010 in der Pfarre Pörtschach

Aloisius Scrosoppi (auch Luigi Scrosoppi; * 4. August 1804 in Udine (damals zu Österreich gehörend); † 3. April 1884 ebenda) ist ein italienischer Heiliger der römisch-katholischen Kirche.

## Leben
Aloisius Scrosoppi war der Sohn eines Juweliers aus Udine. Er wurde 1827 zum Priester geweiht und schloss sich dem Dritten Orden der Franziskaner an. Als Leiter der „Vereinigung des Herzens Jesu Christi“ widmete er sich dem Ausbau eines Waisenhauses und unterstützte seinen Bruder Carlo, der ebenfalls Priester war. 1837 gründete er die Kongregation „Schwestern von der Göttlichen Vorsehung vom heiligen Gaetano Thiene“ (ital.: Suore della Provvidenza di San Gaetano da Thiene). Mit seinem Bruder Carlo gründete er 1846 die Kongregation vom Oratorium des heiligen Philipp Neri neu und übernahm deren Leitung. Ein von ihm 1857 gegründetes Heim für gehörlose Mädchen musste 1872 aufgegeben werden. Scrosoppi starb 1884.
Am 4. Oktober 1981 sprach Papst Johannes Paul II. Scrosoppi selig und am 10. Juni 2001 heilig. Sein Gedenktag in der Liturgie ist der 3. April, sein Todestag.

## Schutzpatron für Fußballer

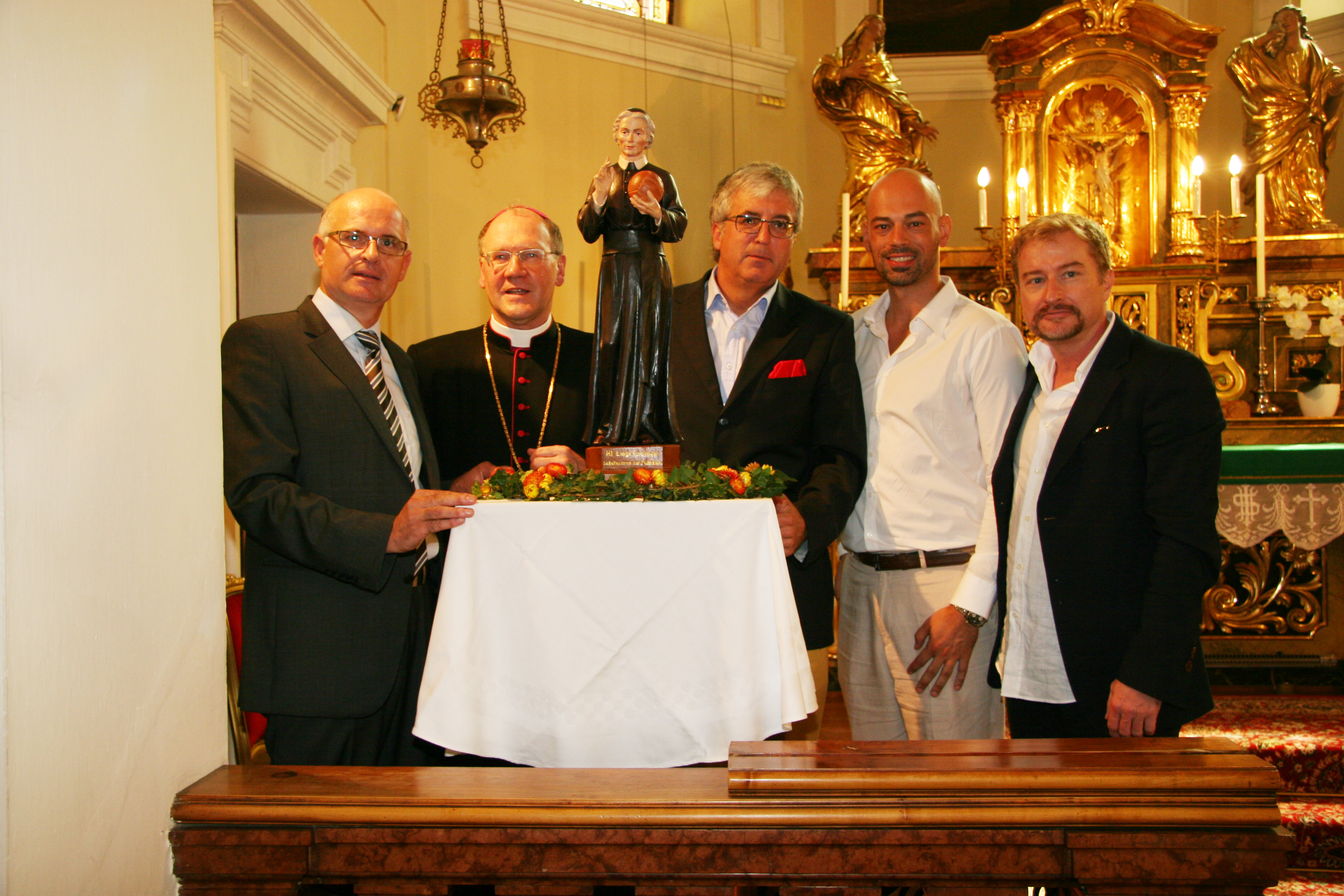
V. l. n. r. Walter Walzl, Alois Schwarz, Initiator Manfred Pesek, Filip Stuflesser und Robert Hofferer bei der offiziellen Einweihungszeremonie in der Pfarre Pörtschach, am 22. August 2010.

Am 22. August 2010 wurde Scrosoppi von Bischof Alois Schwarz in einem Gottesdienst in der Pfarre Pörtschach am Wörther See in Abstimmung mit den römischen Stellen und Andrea Bruno Mazzocato, dem Erzbischof von Udine, zum Schutzheiligen für Fußballer und Fußballerinnen ernannt.
Einen Schutzpatron für Fußballer hatte es zuvor nicht gegeben. Die Idee und Initiierung, überhaupt einen Schutzpatron der Fußballer und Fußballerinnen in die Welt zu bringen und Luigi Scrosoppi nach einem internationalen Auswahlverfahren den vatikanischen Stellen vorzuschlagen, stammte von Fußballfan Manfred Pesek.  Schwarz, der Bischof von Gurk in Klagenfurt, unterstützte den Antrag in der zuständigen vatikanischen Sektion „Kirche und Sport“ maßgeblich, da der Fußball für die Jugend von großer Bedeutung ist. Luigi Scrosoppi hatte sich in besonderer Weise um die Jugend verdient gemacht. Er repräsentiert Werte, die auch über den Sport entwickelt werden, wie Fairness, Ausdauer, Fleiß, Durchhaltevermögen und Zielstrebigkeit.
Weitere Unterstützer der Initiative waren Nikolaus Knoepffler, Leiter des Ethikzentrums der Jenaer Universität, Walter Walzl, Florian Becker, Robert Hofferer und Stefan Gottschling, die Realisierung dieser Initiative möglich. Auch der Bischof von Udine, der Heimatdiözese von Luigi Scrosoppi, war in den Vorbereitungsakt zustimmend eingebunden.